# Szolidaritás Független Szakszervezet
A Szolidaritás (lengyelül Solidarność; teljes neve: „Szolidaritás” Független Önkormányzó Szakszervezet, lengyelül Niezależny Samorządny Związek Zawodowy „Solidarność”) lengyel szakszervezeti föderáció, amelyet 1980 augusztusában alapítottak a Gdański Lenin Hajógyárban. Első vezetője Lech Wałęsa volt.
A munkásjogok védelmére 1980-ban alakult országos lengyel szakszervezet. 1989-ig a legnagyobb tömegmozgalmi csoportot alkotta a fennálló szocialista rendszerrel szemben. A rendszerváltás után a Szolidaritás bázisán létrejött pártcsoportok szintén nagy szerepet játszottak a lengyel politikai életben. 1997-ben az e csoportok egyesüléséből létrejött Szolidaritás Választási Akció (lengyelül: Akcja Wyborcza Solidarność) nyerte a parlamenti választást, és vált 2001-ig a fő kormányzó erővé. A 2001-es választás elvesztése után az Akció szétesett. A jelenlegi két legnagyobb parlamenti párt, a Polgári Platform (Platforma Obywatelska) és a Jog és Igazságosság (Prawo i Sprawiedliwość) is a Szolidaritás mozgalomból nőtt ki.
A Szolidaritás 1980 augusztusában az országos sztrájkhullám bázisán jött létre. A mozgalom központja a Gdański Lenin Hajógyárban létrehozott Üzemközi Sztrájkbizottság volt, amely idővel átalakult a Szolidaritás Független Önkormányzó Szakszervezet alapító bizottságává. A Szolidaritást hivatalosan 1980. november 10-én jegyezték be a varsói Vajdasági Bíróságon.

## Történeti előzmények

### 1953–1956 között
Sztálin halála (1953. március 5.) után Lengyelországban is megkezdődött az „Olvadás”. 1955-től kiengedték a börtönökből az ártatlanul elítélt foglyokat, kiszabadultak a Honi Hadsereg még szovjet táborokban élő egykori katonái is. Ugyanakkor a társadalomnak nem volt oka az elégedettségre. A kötelező beszolgáltatás és a további téeszesítés a mezőgazdaságban, a katolikus egyház ellen folytatódó represszió (1953-ban koncepciós pert indítottak Czesław Kaczmarek kielcei püspök ellen és letartóztatták Stefan Wyszyński prímást) különösen falun váltott ki ellenállást. A kis fizetések, a rossz életkörülmények és a felemelt munkanormák a munkásokat is elégedetlenné tették.
1955-ben jelentős változásokat vezettek be a kultúrpolitikában. Augusztusban megjelent és a lengyel „olvadás” jelképévé vált az egykor sztálinista költő, Adam Ważyk Költemény felnőtteknek című verse. A költő erősen bírálta az erőltetett iparosítást és a kommunista öndicsőítő propagandát. Ősszel profilt váltott a Po Prostu című ifjúsági hetilap, és idővel a desztalinizáció egyik szócsöve lett.

### 1956
1956. február végén Lengyelországban viszonylag gyorsan elterjedt Hruscsov az SZKP XX. Kongresszusán elmondott titkos beszédének Sztálin bűneit ecsetelő és a személyi kultuszt keményen bíráló tartalma. A moszkvai kongresszus után pár nappal meghalt Bolesław Bierut lengyel sztálinista vezető; utódául Edward Ochabot választották.
A lengyel társadalomban élénk viták kezdődtek Sztálinról, a szovjetekkel folytatott viszonyról, a második világháború következményeiről. A XX. kongresszus felgyorsította az eseményeket. Az első komoly munkástiltakozásra 1956. június 28–29-én került sor Poznańban, miután kiderült, hogy közel 11 millió złoty adót vontak el jogtalanul a városban működő Cegielski-gyár dolgozóitól. Ezzel párosult a normaemelés, aminek hatására sztrájkba léptek a munkások. Miután eredménytelenül tárgyaltak a kormánnyal, utcai tüntetések és erőszakos cselekmények kezdődtek — feldúlták többek között a pártszékházat is. A központi politikai vezetés utasította a katonaságot a demonstrációk szétverésére — a poznańi események mérlege 74 halott és közel 1000 sebesült.
A fordulat 1956 októberében következett be. A Lengyel Egyesült Munkáspárt élére megválasztották a nemrég még börtönben ülő Władysław Gomułkát. A szovjet vezetés aggódva figyelte a lengyel fordulatot, és Hruscsovval az élén Varsóba utazott. A kemény tárgyalások kompromisszummal végződtek. Gomułka elérte, hogy Lengyelországban ne kelljen szigorúan követni a szovjet rendszer modelljét, így leállították a szövetkezetesítést, a termőföldek földek túlnyomó része magántulajdonban maradt. Enyhült az egyház elnyomása, Lublinban tovább működhetett egész Kelet-Európa egyetlen Katolikus Egyeteme. Wyszyńskit kiengedték a börtönből, és visszahelyezték jogaiba. A kultúra területén nem vált kizárólagossá a szocialista realizmus, így az viszonylag szabadon fejlődhetett. Kiemelkedő jelentőségű a korszak lengyel filmművészete, olyan filmrendezők váltak világhírűvé, mint Andrzej Wajda, Andrzej Munk vagy Roman Polański. Gomułka cserébe vállalta a garanciát arra, hogy Lengyelország szocialista állam és a Varsói Szerződés Szervezetének szilárd tagja marad.

### 1956–1980 között[2]
A társadalom nagy lelkesedéssel fogadta az októberi változásokat, ám hamarosan csalódnia kellett. Nem került sor mélyreható gazdasági reformokra, idővel újra támadásba lendült a hatalom az egyház és a falusi gazdaságok ellen. Hamarosan betiltották a további reformokat követelő lapokat és megkezdődött az ún. revizionizmus elleni harc.
A lengyel értelmiség egyre inkább elégedetlen volt a kormány és a párt politikájával, csalódásuknak többször hangot adtak (pl. 34-ek Levele). Emellett egyre több egyetemi vitaklub alakult, amelyek lehetőséget adtak a hivatalos állásponttól eltérő vélemények kifejtésére. A hatvanas években alakult ki az az értelmiségi kör, melyből a későbbi ellenzék vezéralakjai kiváltak (pl. Jacek Kuroń, Karol Modzelewski, Adam Michnik).
1967 végén a párt betiltotta Adam Mickiewicz Ősök című drámájának előadását a varsói Nagy Színházban. Az írók és az egyetemisták is tiltakoztak. Ekkor tartóztatták le Adam Michniket, a Varsói Egyetem egyik diákját is. 1968 márciusában a Varsói Egyetemen tiltakozó gyűlést szerveztek a diákok, melyet a karhatalom és az önkéntes munkásaktívák szétvertek. Az összecsapások kiterjedtek Varsó utcáira, majd az egész országra. A két hétig tartó diákmozgalomba sok középiskolás és fiatal munkás is bekapcsolódott. A hatalom keményen reagált és összekapcsolta a fiatalok ellen indított propaganda hadjáratát az 1967-es arab-izraeli háború után felülről gerjesztett antiszemitizmussal. A diákok vezetőit „cionista ügynököknek” nevezeték. Az ún. „cionista ellenes kampány” eredményeképpen nagyjából 13 ezer zsidó származású lengyel hagyta el örökre hazáját, köztük számos tudós és professzor.
Két évvel később a munkások tiltakoztak Gdańskban, Gdyniában, majd Szczecinben a karácsony előtt bevezetett áremelések ellen. A Lengyel Egyesült Munkáspárt (LEMP) Politikai Bizottságában úgy döntöttek, hogy engedélyezik a fegyverhasználatot a sztrájkoló munkásokkal szemben. 1970-ben a rendkívüli erőkkel felvonuló katonaság és a rendőrség beavatkozása eredményeképpen 39 halálos áldozata és több mint 1000 sebesültje volt a „véres december” mérlege. Gomułkát leváltották, helyére Edward Gierek került.
Gierek átszervezésekkel és nagy összegű nyugati hitelekkel próbálta a lengyel gazdaságot fellendíteni. Átfogó gazdaságirányítási reformokra nem került sor. 1976-ban újra az áremelés maradt az egyetlen eszköze a pártvezetésnek, amely ismét kiváltotta a munkások tiltakozását. 1976 júniusában a Varsó melletti Ursus traktorgyárban, Płockban és Radomban léptek sztrájkba a munkások. A hatalom ismét kemény kézzel verte le a tiltakozó hullámot, majd elbocsátásokkal és bírósági perekkel válaszolt.
1976–1979 között kialakultnak Lengyelországban az ellenzéki gondolkodás és tevékenység fő áramlatai. 1976 őszén a júniusban szervezett, gazdasági természetű munkástiltakozások résztvevőivel szemben alkalmazott brutális megtorlás reakciójaként megalakult a Munkásvédelmi Bizottság (KOR) azzal a céllal, hogy segítse a társadalom önszerveződését a következő jelmondatnak megfelelően: „A (párt)bizottságok felgyújtása helyett alakítsátok meg saját bizottságaitokat”. Elsődleges feladatuknak a jogi és anyagi segítségnyújtást tekintették az elbocsátott és perbefogott munkások és a családtagjaik számára. Később e szervezet vált az ellenzék motorjává. 1977 márciusában megalakult az Emberi és Polgári Jogok Védelmének Mozgalma (ROPCiO), amely fellépéseivel Lengyelország függetlenséghez való jogát hirdette.
Ezen értelmiségi és diákok alkotta ellenzéki csoportok mellett a munkások is szervezkedni kezdtek. Az első Szabad Szakszervezetet (WZZ) Kazimierz Świton rádió- és tévészerelő hozta létre Katowicében 1978. február 21-én. Świton szoros kapcsolatban állt a KOR-ral és a ROPCiO-val. Gdańskban Krzysztof Wyszkowski kezdeményezésére 1978. április 29-én, Szczecinben több hónapos előkészület után 1979. október 11-én alakultak meg az első szakszervezeti csoportok.
A KOR aktivistái 1979. december 1-jén közzétették a Munkásjogok Kartáját. Követelték többek között a minimálbér biztosítását és a mindenkori árakhoz való igazítását, a fizetések kiegyenlítését, a 40 órás munkahét bevezetését, a szabad szombat garantálását, a munkabiztonság előírásainak betartását, az igazgatóságtól független intézmények létrehozását, a párttagok privilegizált előrelépési lehetőségének megszüntetését, az 1975-ben elfogadott munkakódex előírásainak jelentős változtatását és elsősorban a sztrájkjog elismerését. Elfogadhatatlannak tartották, hogy a munkahelyéről politikai okokból bárkit eltávolítsanak.

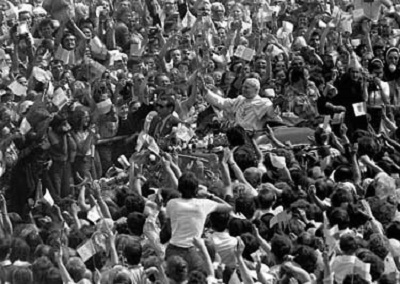
II. János Pál pápa Lengyelországban, 1979.

1978. október 16-án a Vatikánban II. János Pál néven pápává választották Karol Wojtyła krakkói érseket. Ez a lengyel lakosság számára óriási boldogságot okozott, míg a párt vezetésben nagy aggodalmat keltett. Amikor a pápa 1979 júniusában először látogatott Lengyelországba (ez volt az első alkalom a történelemben, hogy szocialista országba látogathatott a Vatikán feje), több millióan kísérték figyelemmel útját. A lengyel lakosság önbizalmában és tudatban is óriásit változott e látogatás alatt. A pápa lengyel zarándoklata a Szolidaritás mozgalom kialakulásának egyik katalizátora volt.
II. János Pál pápának a varsói szentmisén elhangzott homíliájából:

Így kiáltok én, a lengyel föld fia, én, II. János Pál pápa, így kiáltok veletek együtt: Szálljon le ránk a Te lelked! Szálljon le ránk a Te lelked! És újítsa meg a földet! Ezt a Földet!

## A Szolidaritás megalakulása
A KGST tagállamait is sújtó 1973-as és 1979-es olajválság hatására 1980-ra a gazdasági mutatók minden tekintetben történelmi mélypontra kerültek a második világháború utáni Lengyelországban. A LEMP Politikai Bizottságában 1980 kora nyarán újra arról döntöttek, hogy áremeléshez kell folyamodni. Az új árak 1980. július 1-jén léptek életbe, az emelkedés mértéke különösen nagy volt a hús és a hústermékek körében. A munkások a szokásokhoz híven sztrájkkal fenyegetőztek és fizetésemelést követeltek. Júliusban az ország több városában, Lublinban, Ursusban, Sanokban és Tarnówban is sztrájkok robbantak ki.
Új fejezet kezdődött azonban augusztus 14-én, amikor a gdańsk-i Lenin Hajógyár munkásai is sztrájkba léptek. Itt már működtek az illegálisan létrehozott ún. Szabad Szakszervezetek, amelynek egyik aktivistáját, Anna Walentynowiczot éppen ebben az időben bocsátották el az állásából. A sztrájkoló hajógyári munkások az áremelés visszavonása és a fizetésemelések követelése mellett már politikai kérdéseket is megfogalmaztak. Követelték Anna Walentynowicz visszavételét a gyárba és az 1970-es hajógyári sortűz áldozatainak egy emlékmű felállítását is. A legfontosabb azonban a párttól független, önkormányzó szakszervezet engedélyezése volt.
Két nappal később létrehozták az Üzemközi Sztrájkbizottságot, Lech Wałęsával az élen. Szeptember 17-én Henryk Jankowski a hajógyári kapu előtt szabadtéri misét celebrált a munkások számára. Ekkor fogalmazták meg a 21 pontos követelés listát is, melyet két fatáblába véstek és kifüggesztették a hajógyári kapura. Ezekben a napokban érkeztek meg a hajógyárba az ország vezető ellenzéki értelmiségei, akik hamarosan egy hivatalos tanácsadó testületet alkottak a sztrájkbizottság mellett a kormánnyal folytatandó tárgyalások idejére. A szakértői bizottság vezetője Tadeusz Mazowiecki lett.
A sztrájkok minden korábbinál nagyobbak voltak, a munkabeszüntetések kiterjedtek az egész Tengermellékre. Augusztus 31-én már több mint 700 vállalat csatlakozott az Üzemközi Sztrájkbizottsághoz.
A kormány tárgyalásra kényszerült a munkásokkal, Szczecinbe és Gdańskba is külön kormánydelegációk érkeztek egy-egy miniszterelnök-helyettessel az élükön. A varsói pártvezetés hosszú viták után belátta, hogy nincs más választása, mint elismerni az új szakszervezetet és aláírni a sztrájkbizottsággal a megállapodásokat. Augusztus 30-án Szczecinben, 31-én pedig Gdańskban került sor az ún. augusztusi megállapodások aláírására.

## A Szolidaritás története 1980–1981-ben
Az augusztusi megállapodások után, szeptember 5-én és 6-án a soros LEMP KB-plénumon leváltották Giereket a párt éléről. Az új első titkár Stanisław Kania lett. A plénum a vezetés legfontosabb feladatának a "párt és a munkásosztály közötti kapcsolat helyreállítását, a párt megerősítését és tekintélyének újjáépítését" tűzte ki célul.
Szeptember 17-én, Gdańskban összeültek az Üzemközi Alapítóbizottságok képviselői és Jan Olszewski javaslatára egy közös szakszervezet létrehozása mellett döntöttek, amelyet Karol Modzelewski ötlete után Szolidaritás Független Önkormányzó Szakszervezetre kereszteltek. A szakszervezet alapját az egyes üzemekben működő szakszervezeti bizottságok jelentették, amelyek régiókat alkottak, s ez utóbbiak választották meg a legfőbb vezető szervet: az Országos Egyeztető Bizottságot. Az Országos Egyeztető Bizottság vezetőjévé Lech Wałęsát választották.
Szeptember 24-én a varsói Vajdasági Bíróságon a szervezet vezetői benyújtották hivatalos kérelmüket szakszervezetük nyilvántartásba vételéről. Ez azonban súlyos konfliktushoz vezetett. A bíróság ugyanis a szakszervezet alapszabályából törölte a sztrájkjogot, viszont kiegészítette azt a párt vezető szerepének elismerésével. Ez hatalmas felháborodást váltott ki, a szakszervezet általános sztrájkkal fenyegetőzött. Végül a Legfelsőbb Bíróság – a fellebbezések után – november 10-én az eredeti alapszabállyal nyilvántartásba vette a Szolidaritást.
A Szolidaritás igazi tömegmozgalommá nőtte ki magát, 1981-ben már közel 10 millió tagja volt. Ez óriási szám Lengyelország összlakosságához viszonyítva is. A párt ekkor kb. 3 millió tagot számlált. A Szolidaritásba előszeretettel léptek be a fiatalok is, de hamarosan egy önálló diákszakszervezet megalapítását tűzték ki célul. Ennek elérése nem volt egyszerű vállalkozás. A hatalom ugyanis elismerte a munkások független szervezetét, de ez nem vonta maga után, hogy a diákok, vagy az önállóan gazdálkodó parasztok is saját érdekvédelmi szervezeteket hozhattak volna létre. Így e két társadalmi csoportnak még hosszú küzdelmet és hetekig, sőt hónapokig tartó sztrájkot kellett folytatniuk 1980–1981 fordulóján, hogy a pártvezetés elismerje az ő önrendelkezési jogaikat is.
1980 októberében Józef Tischner katolikus áldozópap a Wawelban szentbeszédet mondott a szolidaritás eszméjéről. Tischner szentbeszédei és írásai adták a mozgalom erkölcsi-etikai alapját, ami miatt később a Szolidaritás nem hivatalos káplánjának is nevezték őt.
1980 decemberében újra történelmi esemény színhelyévé vált a Gdański Hajógyár. 17-én sor került az 1970-es sortűz áldozatainak emlékművének felavatására, vagyis a rendszer áldozatainak lehetett legálisan emlékművel állítani. A megemlékezésen jelen volt a Szolidaritás vezérkara, valamint az egyházi és az állami vezetés fő képviselői is.

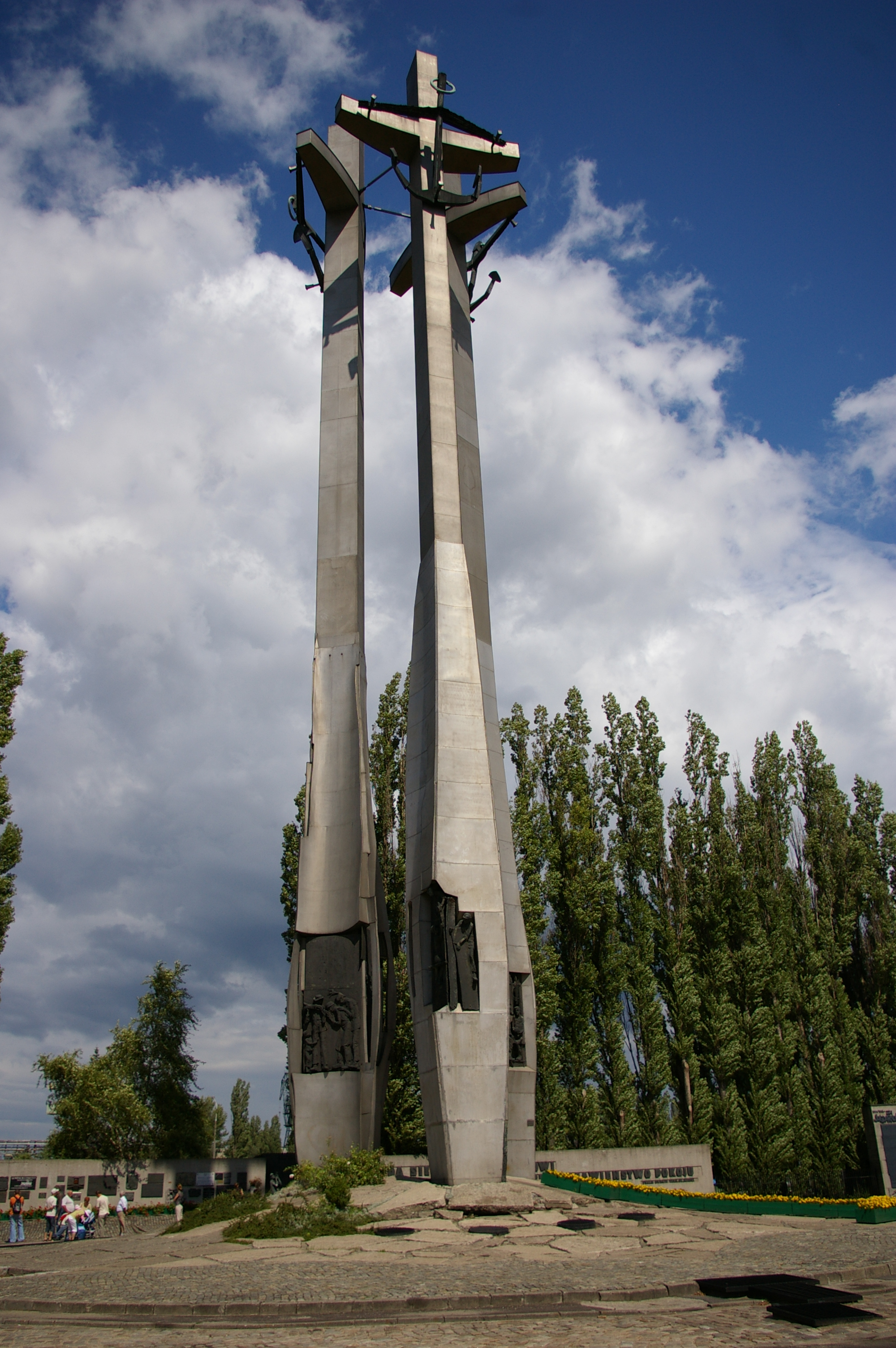
Az elesett hajógyáriak emlékműve Gdańskban

A diákokkal a történelem leghosszabb ideig tartó egyetemi okkupációs sztrájkja után kényszerül a hatalom aláírni a megállapodást Łódźban. Ezután, 1981. február 17-én megalakulhatott a Független Diákszövetség (lengyelül: Niezależne Zrzeszenie Studentów, NZS). A gazdák közel két hónapon át folytatott sztrájkja után, 1981. február 19-én a kormány végül a gazdákkal is aláírta a megállapodást Rzeszówban, s ennek következtében létrejött a Szolidaritás Egyéni Gazdák Független Önkormányzó Szakszervezete (lengyelül: Niezależny Samorządny Związek Zawodowy Rolników Indywidualnych "Solidarność", NSZZ RI "Solidarność").
Időközben változás állt be az ország vezetésében is: a miniszterelnöki székbe hosszas gondolkodás után Wojciech Jaruzelski ült be. A február 12-én a Szejmben elmondott programbeszédében 90 dolgos napot kért a Szolidaritástól, vagyis azt, hogy 3 hónapig ne legyenek sztrájkok.
A három nyugodt hónapot azonban éppen a hatalom nem tartotta be. A legsúlyosabb válság 1981 márciusában alakult ki a párt és a független szakszervezet között, amikor Bydgoszczban a karhatalmisták súlyosan megvertek három Szolidaritás-aktivistát. Az egész ország felháborodott, a szakszervezet országos sztrájkkal fenyegetőzött. A több napig tartó „idegháború” a két fél között a végső összecsapással fenyegetett. A katolikus egyház, Wyszyńskivel és II. János Pál pápával az élen közvetítő szerepet vállalt ebben a súlyos helyzetben. A prímás személyesen találkozott a miniszterelnökkel és Lech Wałęsával is, de a párt nem engedett abból a hivatalos álláspontból, hogy jogszerűen jártak el az aktivistákkal szemben. A Szolidaritás 27-én négyórás országos figyelmeztető sztrájkot tartott. Az egész országban leállt a munka. Növelte a feszültséget, hogy éppen ebben az időszakban hadgyakorlatozott a Varsói Szerződés Lengyelország területén, melyet határozatlan időre meghosszabbítottak.
Végül 1981. március 31-én, Varsóban sikerült megállapodnia a két félnek. A Szolidaritás visszavonta az általános sztrájkfenyegetést, a kormány pedig ígéretet tett a bydgoszczi ügy kivizsgálására. Ettől kezdve a legnagyobb titokban megindult az erőgyűjtés a hadiállapot bevezetésére és a Szolidaritás mozgalom felszámolására.
A Szolidaritás I. Országos Kongresszusát 1981 őszén két fordulóban tartották meg Gdańskban, az Olivia Sportcsarnokban. Itt fogadták el a Felhívás Kelet-Európa dolgozóihoz című kiáltványukat, melynek tartalma nagy felháborodást okozott mind a pártban, mind a szövetséges kelet-európai szocialista országok vezetésében. A kongresszuson jelentette be a KOR az önfeloszlatását is, melyet azzal indokoltak, hogy szervezet küldetését teljesítette, már nincs szükség a Szolidaritáson kívül más munkásvédő csoportra. Ekkor fogadták el a Szolidaritás programját, az Önkormányzó Köztársaság (lengyelül: Samorządna Rzeczpospolita) címet viselő dokumentumot is. E programban keveredtek a tervgazdaság, a munkásönigazgatás és a piaci rendszerek különböző elemei. A vállalat- és gazdaságirányítás kérdésében inkább a munkásönigazgatás ideája érvényesült, de piaci elemekkel elegyítve. Politikailag a részvételi demokrácia kiteljesítése irányába tettek lépéseket, a gazdaság feletti erősebb társadalmi ellenőrzés érdekében felmerült a Szejm mellett egy második Kamara létrehozása is, de a tanácsrendszer valódi önkormányzatokká alakítása is fontos helyet kapott a programban. A Szolidaritás egy demokratikus, nemzeti társadalmi mozgalommá fejlődött, melyben a politikai demokrácia hangsúlyozása legalább olyan fontos volt, mint a szakszervezeti törekvések. A kongresszuson Lech Wałęsát választották a szervezet elnökévé.

### A szovjet reakció
A szovjet pártvezetés kezdettől fogva aggodalommal tekintett a lengyelországi eseményekre. Szinte azonnal, 1980. augusztus 25-én létrehozták az SZKP PB mellett az ún. Szuszlov-bizottságot. Mihail Szuszlovot, a Szovjetunió fő ideológusát és számos korábbi válságot személyesen felügyelő politikust bízták meg a bizottság vezetésével. Ettől kezdve rendszeresen készítettek a Politikai Bizottság és Leonyid Brezsnyev főtitkár számára különböző elemzéseket a lengyel helyzet alakulásáról. A dokumentumok alapján a Szolidaritás működése alatt szovjet részről, Szuszlov mellett Jurij Andropov KGB elnöknek és Dmitrij Usztyinov honvédelmi miniszternek a szava számított leginkább.
A szovjetek alapállása szerint a lengyeleknek maguk kellett megoldaniuk a válságot, szovjet részről maximum gazdasági és politikai segítségre számíthattak, katonaira nem. 1980. december 5-én Moszkvában a Varsói Szerződés tagállamainak vezetői megvitatták a lengyel helyzetet. Mind a szovjet, mint a többi ország képviselői erős nyomást gyakoroltak a lengyel delegációra, hogy vezessék be a hadiállapotot. A tanácskozás azzal zárult, hogy a résztvevők szolidaritásukról biztosították a lengyel pártot, de szankciókat nem helyeztek kilátásba.
1981 folyamán egyre erősödött a nyomás a lengyelekre, de nem csupán Moszkvából, hanem a csehszlovák és keletnémet vezetők részéről is. Több kétoldalú találkozót bonyolítottak le az év folyamán, ahol minden egyes alkalommal felszólították a lengyel felet, hogy számolja fel a válságot és végeredményben a Szolidaritást a saját hadserege és rendőrsége segítségével.
1981. április 3-án éjjel, a lengyel-szovjet határon fekvő Bresztben került sor arra a titkos találkozóra, ahol Andropov és Usztyinov követelte a Kaniától és Jaruzelskitől a hadiállapot kihirdetését. A lengyel vezetők annak ellenére, hogy már dolgoztak a terveken, még nem látták elérkezettnek az időt, így megtagadták az azonnali cselekvést.
1981. június 5-én az SZKP KB nyílt levélben fordult az LEMP KB-hoz, melyben figyelmeztette a veszélyekre és ellentámadásra szólította fel a lengyel pártot. A levél célja többek között az volt, hogy a LEMP IX. rendkívüli kongresszusa előtt bátorítsa a keményvonalas lengyel politikusokat.
1981. október 18-án Wojciech Jaruzelskit választották meg a LEMP első titkárának. Másnap telefonon beszélgetett Leonyid Brezsnyevvel, s közölte vele, hogy az ország minden területére ki fogják hirdetni a hadiállapotot és a hadsereget be fogják vetni az ellenséggel szemben, a rendet helyre fogják állítani.
A december 10-ei SZKP PB ülésen mind Andropov, mind pedig Szuszlov kitartott a be nem avatkozás elve mellett.
A szovjetek a korábbi negatív csehszlovákiai és afganisztáni tapasztalatok, illetve a rendkívül rossz gazdasági és nemzetközi helyzetre való tekintettel próbálták minden eszközzel elkerülni a katonai fellépést a lengyelekkel szemben. Nagy szerepet játszott az is, hogy a Lengyel Hadsereg a Varsói Szerződés második legnagyobb, és fegyverzetileg is komoly erőt képviselő tagja volt, valamint az, hogy számítani lehetett a lengyel lakosság oroszellenességére is.
Egyes számítások szerint a Szovjetunió 1980–1981-ben 4,5 milliárd dollárnyi gazdasági segítséget nyújtott a lengyel kormánynak.

### A hadiállapot előkészítése
A hadiállapot részleges, vagy az egész ország területére kiterjedő bevezetésének kérdése már 1980 augusztusában felmerült a legfelsőbb pártvezetők körében. Augusztus 29-én a Politikai Bizottság (PB) ülésén Jaruzelski még nem tartotta lehetségesnek a hadiállapot kihirdetését, de a munka már megkezdődött:
- 1980. augusztus 15. – A LEMP PB ülésén Edward Gierek nem zárja ki az erő alkalmazását, ha a feszültségek időszaka elhúzódik.
- 1980. augusztus 16. – A belügyminiszter (Stanisław Kowalczyk) létrehoz Belügyminisztériumon (BM) belül egy operatív törzset Bogusław Stachura tábornok vezetésével, az ellenzék körében végzendő szolgálati munka koordinálására.
- 1980. augusztus – Az Országos Védelmi Bizottság ülésén Florian Siwicki tábornok, a Lengyel Hadsereg vezérkari főnöke megbízást kap a hadiállapot koncepciójának tanulmányozására „az állam külső fenyegetettsége” esetére.
- 1980. október 7. – A Országos Védelmi Bizottság Titkárságának helyettes vezetője, Tadeusz Malicki ezredes elkészíti a „Feljegyzések a hadiállapot tárgyában” című dokumentumot.
- 1980. október 22. – A Lengyel Hadsereg Vezérkara megkezdi a hadiállapot bevezetésére vonatkozó tervek kidolgozását.
- 1980. október 30. és november 3. – Stachura tábornok kiadta a parancsot a „Malwa” (később: „Azalia) és a „Wrzos” („Wiosna”, majd „Jodła”) fedőnevű projektek kidolgozására. Az első a közlekedés és a távközlés blokádjára, a második az internálásokra vonatkozott. Már októberben elkészültek az első listák az internálandó személyekről.
- 1980. november 12. – Az Országos Védelmi Bizottság ülésén Jaruzelski tájékoztatja a jelenlévőket, hogy hadiállapotot érintő szükséges jogi dokumentumok tervezetei elkészültek, melyek – Jaruzelski szavai szerint – lehetővé teszik a hadiállapottal kapcsolatos lépések elindítását.
- 1980. november 17. – LEMP Politikai Bizottsága ülésén Jaruzelski kijelenti, hogy a Szolidaritás legalizálásával elértek az engedmények végső határáig, amelyet átlépni nem lehet.
- 1980. november 26. – A LEMP PB ülésén Kania javasolja, hogy „tegyenek meg minden előkészületet a konfrontációra való felkészültség állapotának elérésére”, illetve „tekintsék át a hadiállapotra vonatkozó dekrétumok ügyét és a bevezetéséből eredő összes következményt.”
- 1980. december 5. – Az Országos Védelmi Bizottságának titkára, Tadeusz Tuczapski tábornok megerősíti az előkészítő munka menetrendjét.
- 1981. január 5. – Kania a BM vezetőségének tanácskozásán kijelenti, hogy nem lehet kizárni a konfrontációt, beleértve a hadiállapot bevezetését is.
- 1981. február 16. – Varsóban megtörténik a tervek tesztelése („műveleti játék”) és optimalizálása.
- 1981. február 26. – Elkészül a hadiállapot alatti használatra kijelölt börtönök jegyzéke.
- 1981. március 3. – Wojciech Jaruzelski tábornok a Kremlben informálja a szovjet vezetőket a „Az államnak a hadiállapot bevezetésre való felkészültségének állapotáról.”
- 1981. március 25. – Kania és Jaruzelski aláírja a hadiállapot bevezetésére vonatkozó dokumentumokat.
- 1981. március 27. – A bydgoszczi válság miatt Brezsnyev telefonon keresztül követeli Kaniától a hadiállapot bevezetését.
- 1981. március 29. – Pontosítják a hadiállapot bevezetésének módszerét. Elfogadják a „Wiosna” fedőnevű akció (internálások) menetrendjét.
- 1981. április 2.–3. – Bresztben a szovjet vezetők követelik a hadiállapot azonnali bevezetését. Kania és Jaruzelski nem írja alá az eléjük tett szovjet dokumentumokat, de megígérik, hogy azokat áttekintik, és április 11-éig aláírják.
- 1981. április 8. – Viktor Kulikov marsall vezetésével szovjet tisztek érkeznek Varsóba, hogy ellenőrizzék a hadiállapotra való előkészületek szintjét.
- 1981. június 19. – Az Ország Védelmi Bizottsága ülésén Mirosław Milewski beszámolója szerint mind a BM vezetők, mind a Polgári Rendőrség Vajdasági Bizottságai felkészültek a hadiállapot bevezetésére, s közölte, hogy a BM-ben minden eddig foganatosított előkészület a katonai szervekkel szoros együttműködésben zajlott le.
- 1981. augusztus 25–26. – Moszkvában a lengyel BM képviselői a KGB-vel közösen megállapítják azokat az elveket, amelyek a hadiállapot hirdetményeinek nyomtatására és a Szovjetunióból való szállítására vonatkoznak.
- 1981. október vége – Az Országos Védelmi Bizottság határozata alapján létrehozott Operatív-Ellenőrző Katonai Csoportok megjelennek a gyárakban az ország egész területén azzal a céllal, hogy Jaruzelski első kézből tájékozódhasson a társadalom hangulatáról.
- 1981. november 18–19. – A lengyel és a szovjet Vezérkar és a Varsói Szerződés képviselői közös tanácskozásán a szovjet elvtársak elégedettek voltak a lengyelek által véglegesített tervekkel.
- 1981. december 2. – Stachura tábornok kihirdeti a „legmagasabb készültségi állapotot.”
- 1981. december 5. – A LEMP Politikai Bizottsága egyhangúlag dönt a hadiállapot bevezetéséről, és felhatalmazást ad Jaruzelski tábornoknak a kihirdetés időpontjának a meghatározására.
- 1981. december 7. – Az Országos Védelmi Bizottság 8/81. számú határozata alapján 2150 komisszár-megbízott kezd dolgozni minden vajdaságban, járásban, illetve az üzemekben.
- 1981. december 9–10. – A Lengyel Hadsereg Vezérkarában döntenek a hadiállapot bevezetésének utolsó részleteiről.
- 1981. december 10. – Jaruzelski tájékoztatja a szovjet vezetést a döntésről, és a katonai segítség garanciáját kéri arra az esetre, ha Lengyelországban kritikussá válna a helyzet. A szovjetek ezt elutasítják.
- 1981. december 13. – Nulla órától hivatalosan érvényben van a hadiállapot.

## A szükségállapot
Wojciech Jaruzelski hosszas gondolkodás és a szovjet politikai és katonai vezetéssel való alapos egyeztetések után döntött a hadiállapot bevezetéséről. A dokumentumok alapján úgy tűnik, hogy félt attól, hogy nem sikerül egy ilyen óriási méretű katonai akciót sikeresen levezényelnie. Arra az esetre, ha kudarcba fulladna az akció, segítséget kért a szovjet hadsereg vezetésétől. Kérését az SZKP Politikai Bizottsága a december 10-ei ülésén tárgyalta, de végül egyértelműen elvetették a katonai segítségnyújtás lehetőségét és erről még aznap tájékoztatták Jaruzelskit is.

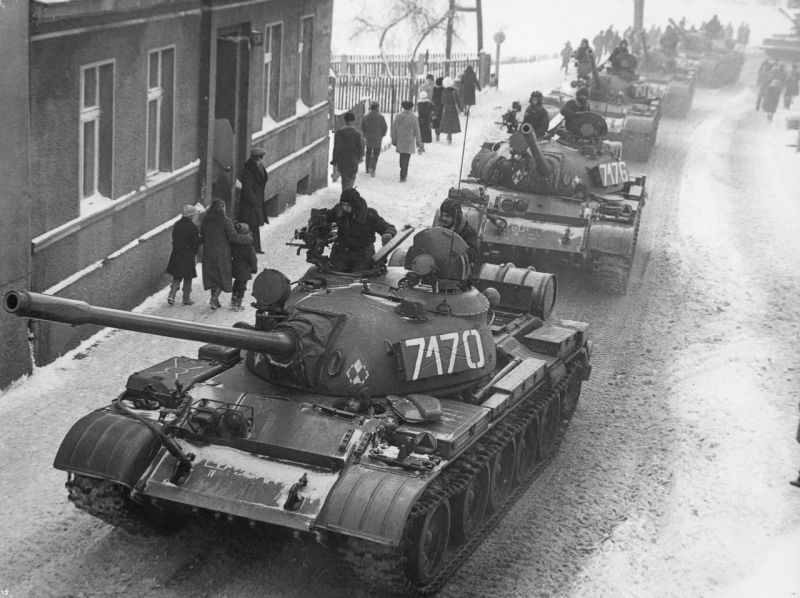
A hadiállapot bevezetése

A hadiállapot bevezetéséről szóló végső döntést 1981. december 12-én hozta meg Wojciech Jaruzelski tábornok. A megyei rendőr-főkapitányságok és a hadsereg egységei parancsot kaptak azoknak az intézkedéseknek a meghozatalára, amelyeket már jóval korábban elterveztek. Éjfél előtt kikapcsolták az egész országban a telefonvonalakat, valamint katonai ellenőrzés alá vették a rádiót és a televíziót. Éjfélkor kezdték meg a Szolidaritás aktivistáinak a letartóztatását és internálását. Néhány nap leforgása alatt több mint ötezer ember került külön e célra előkészített táborokba. A hadiállapot fennállása idején összesen közel 10 ezer főt internáltak.
Ezzel egyidejűleg Varsóban a Belweder-palotába összehívták az Államtanácsot, amellyel elfogadtatták a katonai hatalomátvételt. Erre azért volt szükség, mert az Alkotmány szerint csak az Államtanács hirdethette ki a hadiállapotot. A hatalmat valójában a Nemzeti Megmentés Katonai Tanácsa (WRON) vette a kezében, illetve egy kilencfős direktórium. Minden egyes testület élén továbbra is Jaruzelski állt. Az Államtanács a jogtalanul előterjesztett rendeleteket egyetlen ellenszavazattal elfogadta. Az egyetlen ellenszavazó Ryszard Reiff volt.
December 13-án a megdöbbent lengyelek harckocsikat és katonai őrjáratokat láthattak a városok utcáin, a tévé és a rádió Jaruzelski tábornok beszédét ismételgette, az utcákon a Szovjetunióban kinyomtatott falragaszok hirdették a hadiállapot bevezetését. A hirdetmények tudtul adták, hogy tilos a sztrájk és a gyülekezés, felfüggesztették a szakszervezeteket és a társadalmi szervezetek többségét, katonai irányítás alá vonták a népgazdaság számos területét (katonai irányítású gyárban a sztrájkért halálbüntetés járt!), bevezették a kijárási tilalmat, és az állandó lakhelyet csak engedéllyel lehetett elhagyni. Szinte minden lap kiadását felfüggesztették, néhány hétig szünetelt az iskolai tanítás.
Összességében az akcióban mintegy 70-80 ezer katona, kb. 30 ezer belügyi funkcionárius vett részt közvetlenül, 1750 tankot, 1400 páncélozott járművet, 500 könnyű gyalogsági harckocsit és 9 ezer gépkocsit vitt a hatalom az utcára. Az összes erők mintegy negyedét Varsóban és a főváros közvetlen közelében vonták össze.
Ennek ellenére azonnal sztrájkok kezdődtek országszerte, pedig a Szolidaritás vezető rétegét vagy már internálták vagy bujkálni kényszerültek. December 14-én több száz vállalatnál állt a munka. Véres összecsapásokra is sor került a karhatalom és a munkások között. A katowicei Wujek bányában kilencen vesztették életüket a rohamrendőrség osztagaival vívott harcban.
Néhány héttel a hadiállapot kihirdetése után kezdetét vette a tömeges tisztogatás. Elsőként az újságírókat, a pedagógusokat, a tudósokat és a vezető kádereket vizsgálták meg. Akit a Szolidaritás hívének tekintettek, vagy nem volt hajlandó önkritikát gyakorolni, azt mind elbocsátották.
A hadiállapotot 1982. december 31-én felfüggesztették, de végleg csak 1983. július 22-én, az állami ünnepen szüntették meg.
Összességében több tízezer ember veszítette el az állását, sokan kényszerültek emigrációba. A hadiállapot elmélyítette a gazdasági nehézségeket, az 1982. február 1-jei áremelések körülbelül 30 százalékkal csökkentették a reálkereseteket. 1981. december 13-án végképp szertefoszlottak azok a remények, amelyeket a lengyelek 1980 augusztusától tápláltak. Egyre inkább növekedett az apátia, a reménytelenség és a passzivitás. Úgy tűnt, hogy a fennálló rendszert semmi nem döntheti meg.

## Szolidaritás a rendszerváltás idején
Az 1988. augusztusi sztrájkok következtében a kormány és a pártvezetés rákényszerült arra, hogy az 1981. december 13-án felszámolt Szolidaritás egykori vezetőivel újra tárgyalóasztalhoz üljön. A kezdeti titkos tárgyalások elvezettek a kerekasztal-tárgyalások megkezdéséhez. A Szolidaritás legendás vezetője, Lech Wałęsa körül csoportosuló értelmiségiek megalapították az Állampolgári Bizottságot, mely a szakszervezet nevében tárgyalt a Kerekasztalnál. A tárgyalások eredményeképpen kiírták az első, akkor még félszabad választásokat. A Szolidaritás jelöltjei az 1989. június 5-én és 18-án megtartott választásokon elsöprő győzelmet arattak, a két fordulóban a számukra megszabott összes helyet megszerezték, a szenátusi 100-ból pedig 99 helyet elnyertek.
A mandátumot nyert képviselők sem a Szejmben, sem a Szenátusban nem alkottak Szolidaritás néven frakciót. A Szolidaritás név ettől kezdve csak a szakszervezetet jelöli, de a lengyel politikában máig megtalálhatóak azok a pártok, amelyek e mozgalomból nőttek ki. Lech Wałęsát pedig köztársasági elnökké választották.

## A Szolidaritás szakszervezet 1990 után
A szakszervezet vezetői:

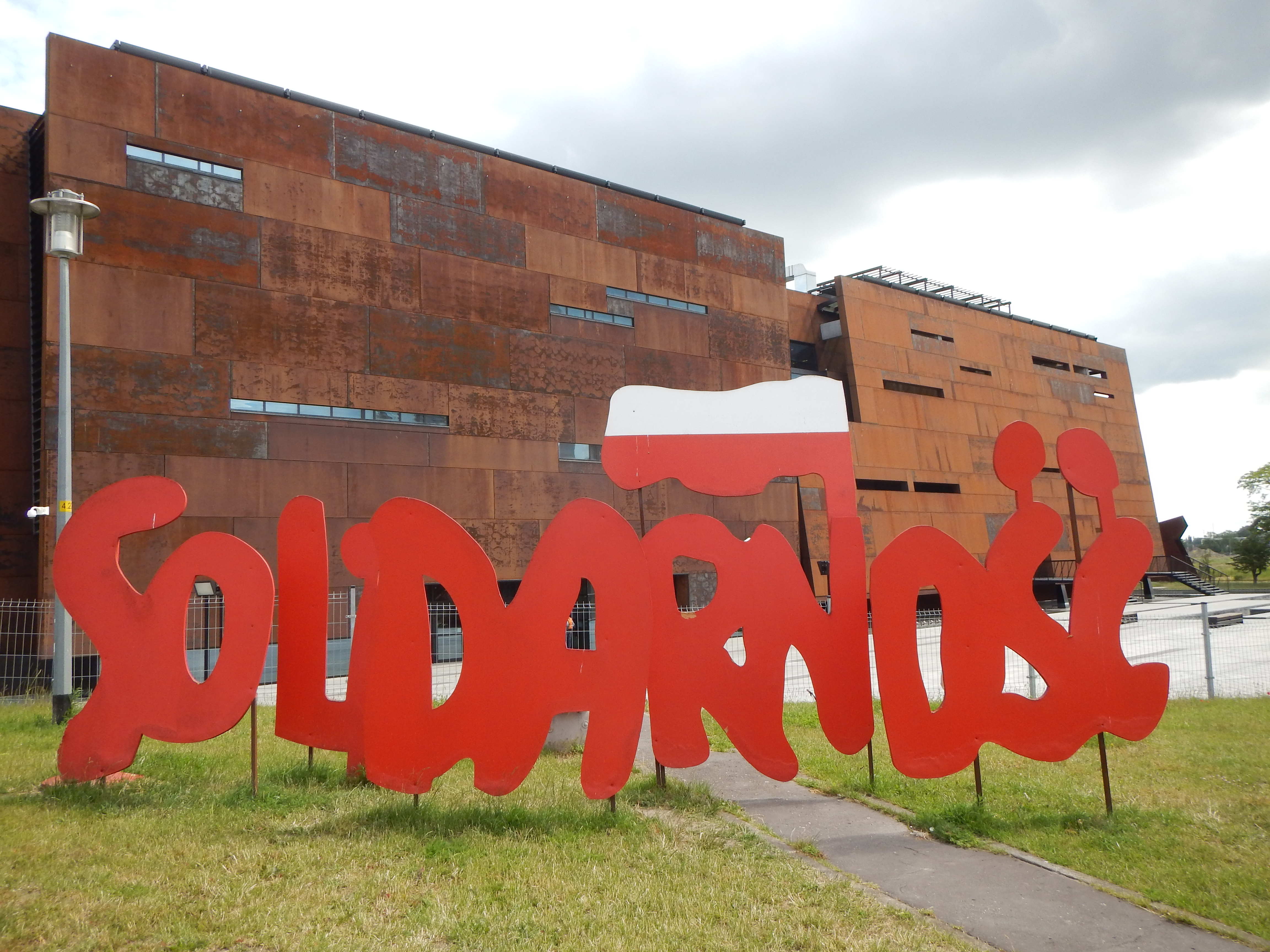
A Európai Szolidaritási Központ székháza és oktatási központja Gdańskban (2015)

- Lech Wałęsa – 1981. októbertől 1990. december 12-éig
- Marian Krzaklewski – 1991. február 23/24-től 2002 szeptember 27-éig
- Janusz Śniadek – 2002. szeptember 27-től 2010. október 21-ig

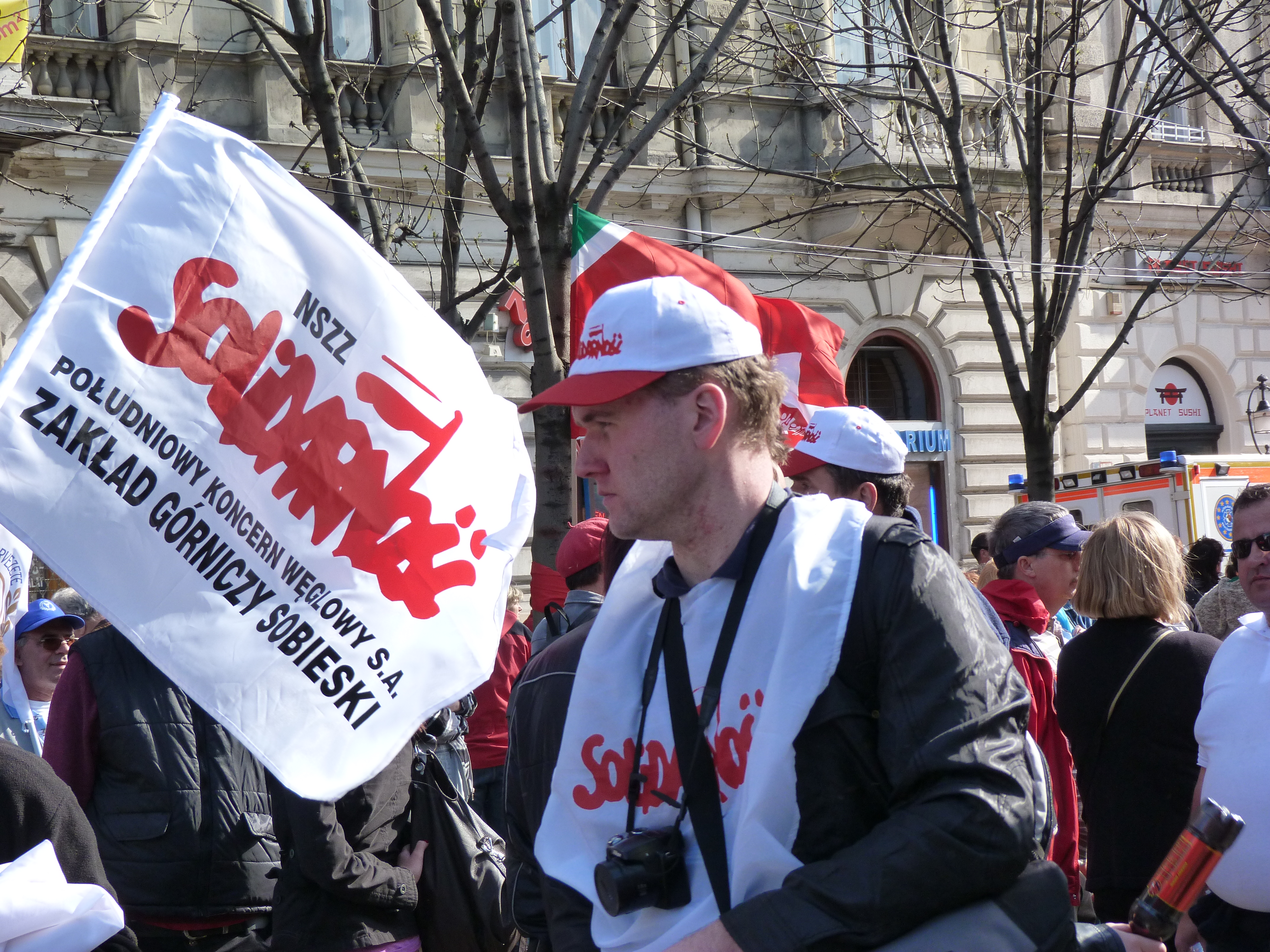
Szolidaritás az ETUC demonstráción – Budapest, 2011

- Piotr Duda – 2010. október 21-től